# Goobi
Goobi ist ein Softwarepaket für Digitalisierungsprojekte in Bibliotheken, Archiven, Museen und Dokumentationszentren. 2015 nutzten rund 50 Bibliotheken Goobi für die Digitalisierung und Präsentation von digitalen Sammlungen, wie z. B. Handschriften, Drucke, Bücher, Zeitschriften. Eine Abspaltung von Goobi wird seit 2016 als Kitodo weiterentwickelt.

## Entwicklung
- 2004: Entwicklung der Göttingen online-objects binaries (Goobi) durch die Niedersächsische Staats- und Universitätsbibliothek Göttingen
- Weiterentwicklung als Open-Source-Software durch mehrere Bibliotheken und Unternehmen, z. B. intranda GmbH, Zeutschel GmbH, Sächsische Landesbibliothek – Staats- und Universitätsbibliothek Dresden, Staats- und Universitätsbibliothek Hamburg und Staatsbibliothek zu Berlin[3]
- 2012: Gründung des Goobi. Digitalisieren im Verein e. V. zur Koordination der Entwickler und Anwender sowie für den Rechts- und Investitionsschutz im Auftrag der Goobi-Community[4]
- 2013: Letzte synchronisierte Versionen der Goobi.Production Community Edition und der Goobi Intranda Edition. Seitdem entwickelt sich die Software in den beiden Forks auseinander.
- Am 13. Mai 2016 beschloss die Mitgliederversammlung des Vereins, in Zukunft den rechtlich umstrittenen Namen Goobi durch Kitodo zu ersetzen.[5]